# Rabertshausen
Rabertshausen is een plaats in de Duitse gemeente Hungen, deelstaat Hessen, en telt 148 inwoners (2007).